# Башкерь
 Башкерь  — опустевшая деревня в Кумёнском районе Кировской области в составе Большеперелазского сельского поселения.

## География
Расположена на расстоянии примерно 5 км на восток от районного центра поселка Кумёны.

## История
Была известна с 1678 года как займище Четвериково или Малой Перлаз с 4 дворами (вотчина Хлыновского Успенского Трифанова монастыря), в 1764 деревня Четвериковская с населением 67 жителей. В 1873 году в деревне (Четвериковская или Башкерь) дворов 15 и жителей 109, в 1905  (Четвериковская или Башкиры) 21 и 134, в 1926 (Башкерь или Четвериковская) 30 и 124, в 1950 31 и 117, в 1989 уже не было постоянных жителей. Настоящее название утвердилось с 1939 года.

## Население
Постоянное население не было учтено как в 2002 году, так и в 2010.